# Cerritos
Cerritos é um município do estado de San Luis Potosí, no México.